# Beaubrun Ardouin
Pour les articles homonymes, voir Ardouin.
 (mars 2017).
Si vous disposez d'ouvrages ou d'articles de référence ou si vous connaissez des sites web de qualité traitant du thème abordé ici, merci de compléter l'article en donnant les références utiles à sa vérifiabilité et en les liant à la section « Notes et références ».
Alexis Beaubrun Ardouin (30 octobre 1796 - 30 août 1865) est un historien et homme politique haïtien. Il est surtout connu pour son œuvre monumentale, Études sur l'Histoire d'Haïti, publiée entre 1853 et 1865. Il exerce les fonctions de secrétaire d'État et est le vice-président d'Haïti sous la présidence Jean-Louis Pierrot.

## Biographie
Alexis-Beaubrun Ardouin nait le 30 octobre 1796 à Petit-Trou-de-Nippes, modeste port de la côte nord de la presqu'île du sud. Ayant grandi au cours de la période révolutionnaire, il n'a pu fréquenter l'école régulièrement et est un autodidacte. Il éprouve un vif intérêt pour la littérature française, en particulier les œuvres de Voltaire, Montesquieu, et Rousseau. Il est successivement typographe, avocat au barreau de Port-au-Prince, juge suppléant, commissaire du gouvernement près le tribunal civil de Port-au-Prince, puis sénateur (1832) sous le règne du président à vie Jean-Pierre Boyer. En 1843, il est emprisonné après la chute du président à vie Boyer. Il siège au Conseil des secrétaires d'État exerçant le pouvoir exécutif en 1845. En 1848, il est ministre résident à Paris.
Les travaux historiques d'Ardouin tentent de replacer la révolution haïtienne dans le contexte d'autres révolutions nationalistes sur le continent américain, en niant toute dimension raciale ou de classe. Il est lui-même d'origine euro-africaine, issu d'une famille qui était libre avant la révolution. Il fait valoir que les hommes libres de couleur étaient les dirigeants naturels de la révolution et d'Haïti devenu indépendant. Son grand adversaire intellectuel est l'historien haïtien Thomas Madiou, qui cherche à rétablir la réputation des grands héros noirs de la révolution haïtienne, Toussaint Louverture en particulier, et à présenter la révolution comme un soulèvement d'esclaves qui réussit et non comme une lutte pour l'indépendance nationale.
Les frères d'Ardouin, Céligny et Coriolan, sont également bien connus ; Céligny comme homme politique et historien, Coriolan comme poète. Les trois frères Ardouin, avec les frères Nau, Émile et Ignace, sont membres de la société littéraire « L'École de 1836 », fondée par Ignace Nau. Coriolan meurt jeune, en 1835, Céligny s'oppose au gouvernement de Faustin Soulouque et est exécuté en 1849. Beaubrun publie les Essais sur l'Histoire d'Haïti de Céligny en 1865, juste avant sa propre mort.
Alexis-Beaubrun Ardouin est le fils d'Alexis Ardouin (1770-1824) et de Suzanne Léger (1773-1828). Il avait épousé en 1823, à Port-au-Prince, Jeanne-Elisabeth Bauché (1801-1823), qui lui donne un fils, Alexis-Émile Ardouin (1823-1824).